# Megaselia subnitida
Megaselia subnitida är en tvåvingeart som beskrevs av William Lundbeck. Megaselia subnitida ingår i släktet Megaselia, och familjen puckelflugor. Arten är reproducerande i Sverige.